# Expedició 23
L'Expedició 23 (rus: МКС-23) va ser la 23a estada de llarga durada a l'Estació Espacial Internacional (ISS). L'Expedició 23 va començar amb el Soyuz TMA-16 desacoblant-se el 18 de març de 2010. Poc després, els cosmonautes Aleksandr Skvortsov i Mikhaïl Kornienko i l'astronauta Tracy Caldwell Dyson van arribar a l'Estació Espacial en la Soiuz TMA-18 en el 4 d'abril de 2010. La nau Soyuz es va enlairar del Cosmòdrom de Baikonur a les 00:04 EST del 2 d'abril de 2010.

## Tripulació
| Posició           | Primera part (Març de 2010 a abril de 2010) | Segona part (Abril de 2010 a juny de 2010)    |
| ----------------- | ------------------------------------------- | --------------------------------------------- |
| Comandant         | Oleg Kótov, RSA Segon vol espacial          | Oleg Kótov, RSA Segon vol espacial            |
| Enginyer de Vol 1 | Soichi Noguchi, JAXA Segon vol espacial     | Soichi Noguchi, JAXA Segon vol espacial       |
| Enginyer de Vol 2 | Timothy Creamer, NASA Primer vol espacial   | Timothy Creamer, NASA Primer vol espacial     |
| Enginyer de Vol 3 |                                             | Aleksandr Skvortsov, RSA Primer vol espacial  |
| Enginyer de Vol 4 |                                             | Mikhaïl Kornienko, RSA Primer vol espacial    |
| Enginyer de Vol 5 |                                             | Tracy Caldwell Dyson, NASA Segon vol espacial |

FontNASA

## Tripulació de reserva
- Douglas H. Wheelock - Comandant
- Anton Shkaplerov
- Satoshi Furukawa
- Mikhaïl Tiurin
- Aleksandr Samokutyayev
- Scott J. Kelly

## Resum de la missió
Tres cosmonautes russos, dos d'americans i un de japonès van formar la tripulació de l'Expedició 23. Va ser la primera tripulació de l'ISS en incloure tres russos a la vegada. La tripulació de l'Expedició 23 va continuar equipant els nous mòduls gairebé acabant l'estació espacial. La tripulació va rebre el transbordador de la missio STS-131 a l'abril de 2010. L'Expedició 23 va veure l'arribada del mòdul d'acoblament rus Rasvet (MRM1) a bord del Transbordador Espacial Atlantis en el STS-132, que va ser llançat en el 14 de maig de 2010.

## Galeria

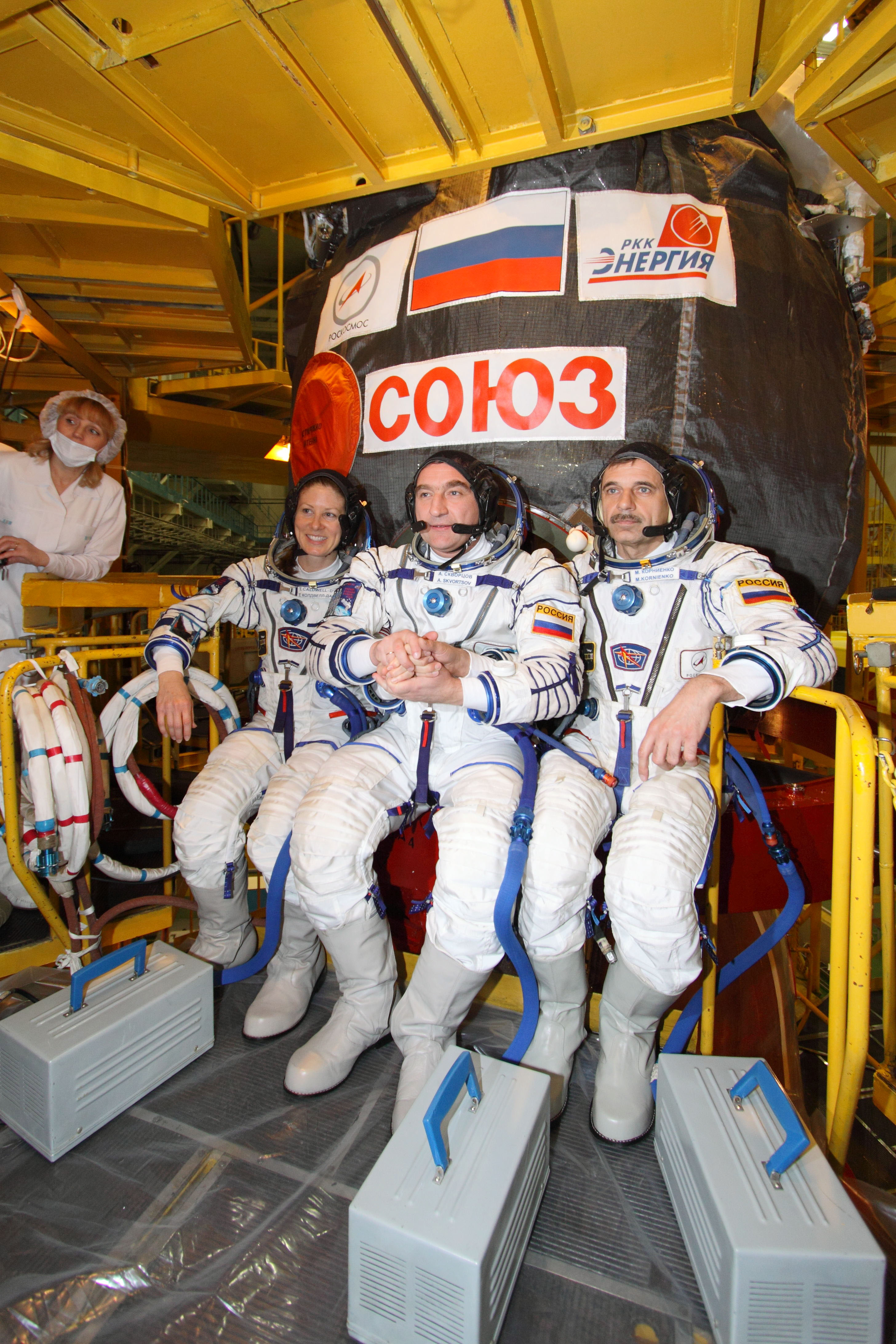
Caldwell Dyson, Skvortsov i Kornienko davant de la seva nau Soyuz TMA-18.
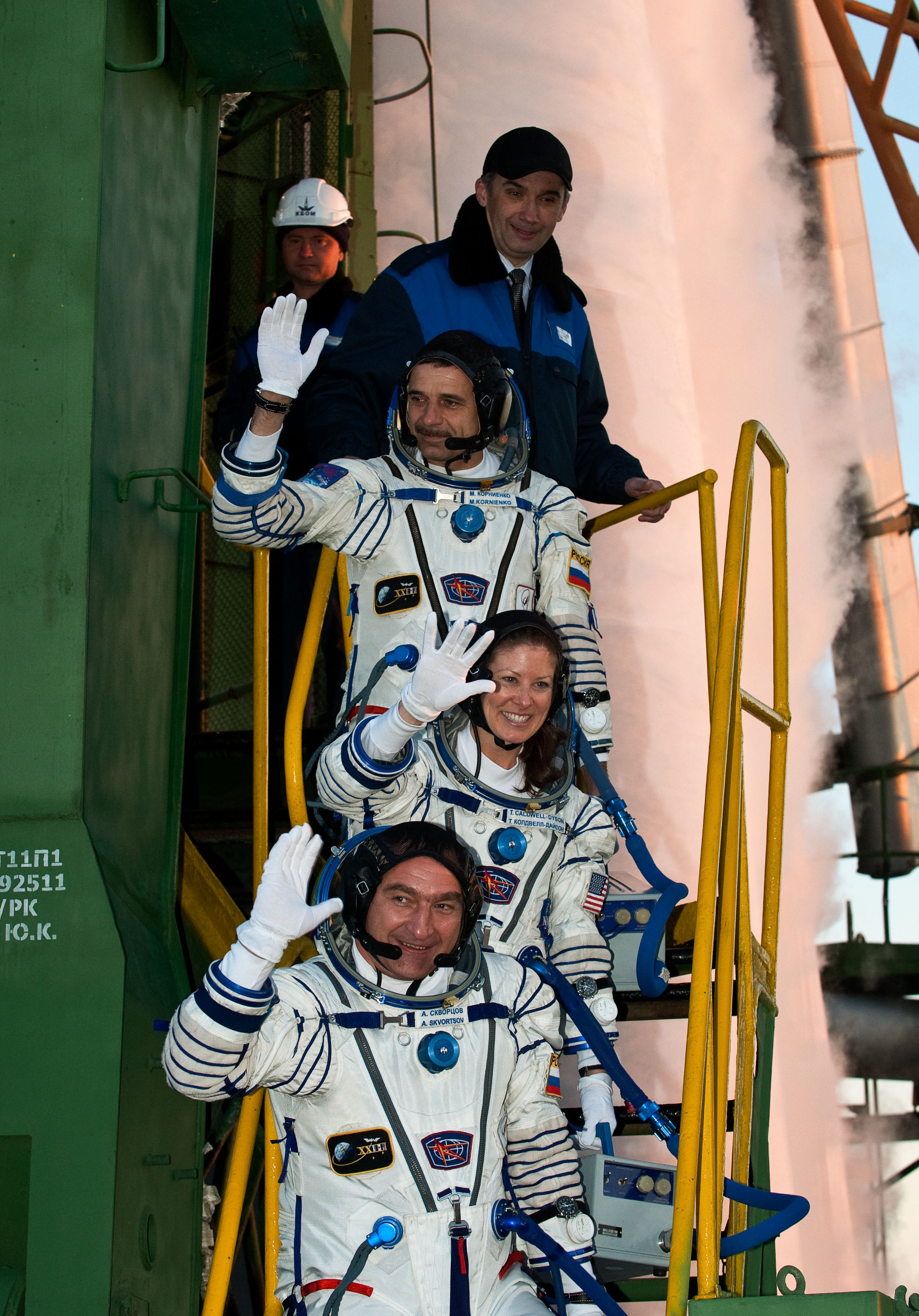
Skvortsov, Caldwell Dyson i Kornienko ona de comiat des de la part inferior del coet Soyuz.
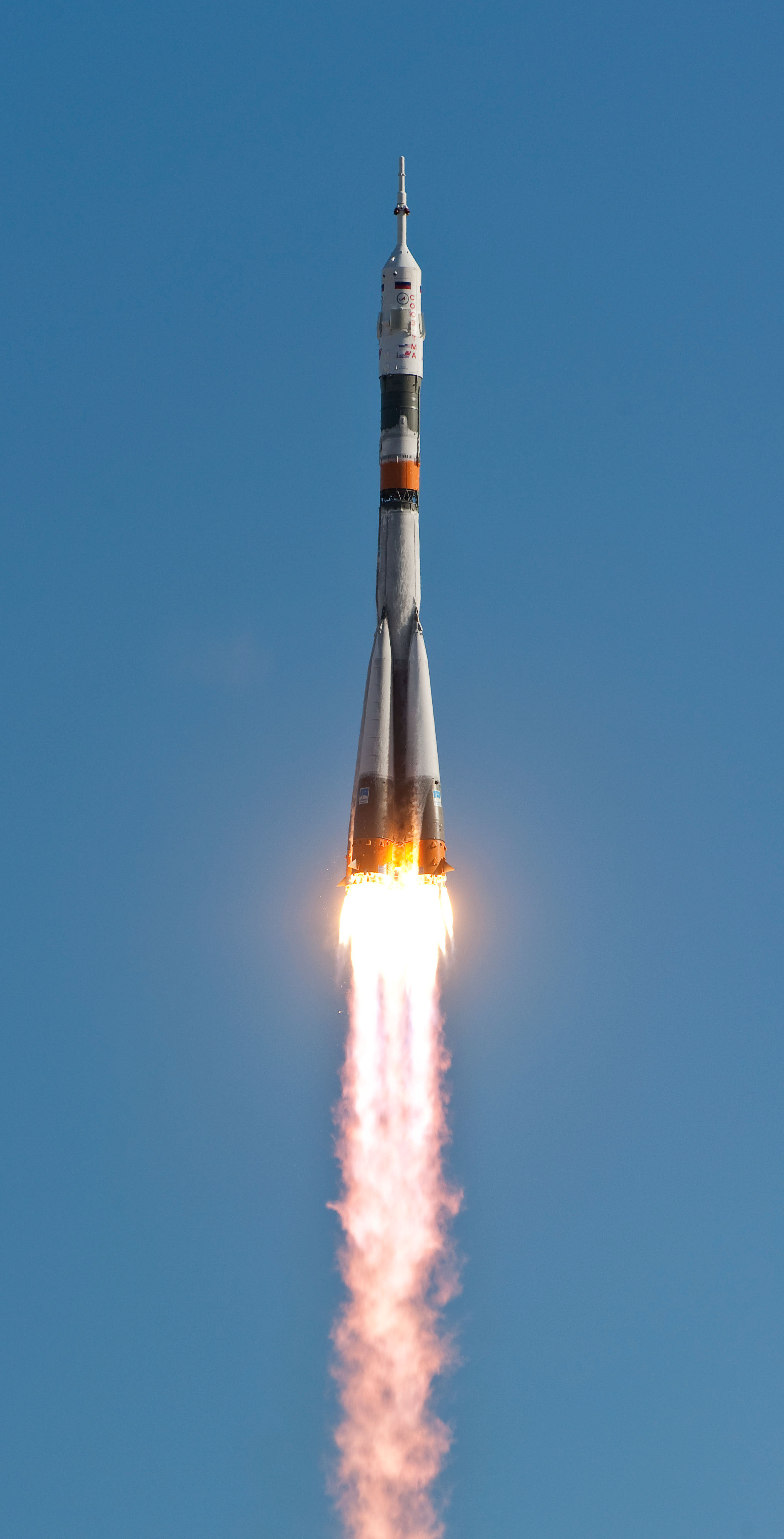
El llançament del Soyuz TMA-18 des del Cosmòdrom de Baikonur.
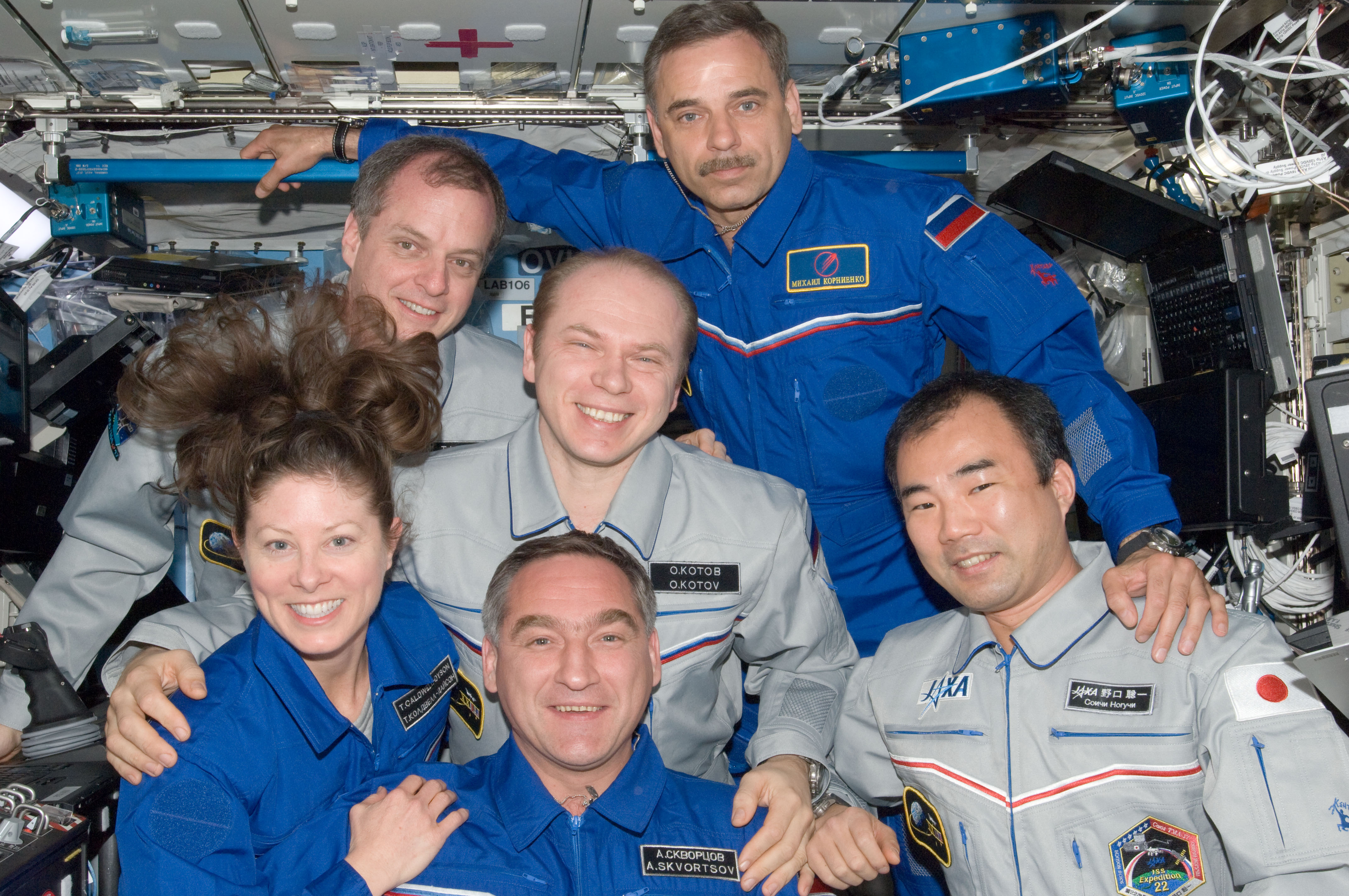
Els membres de l'Expedició 23 en el laboratori Destiny.
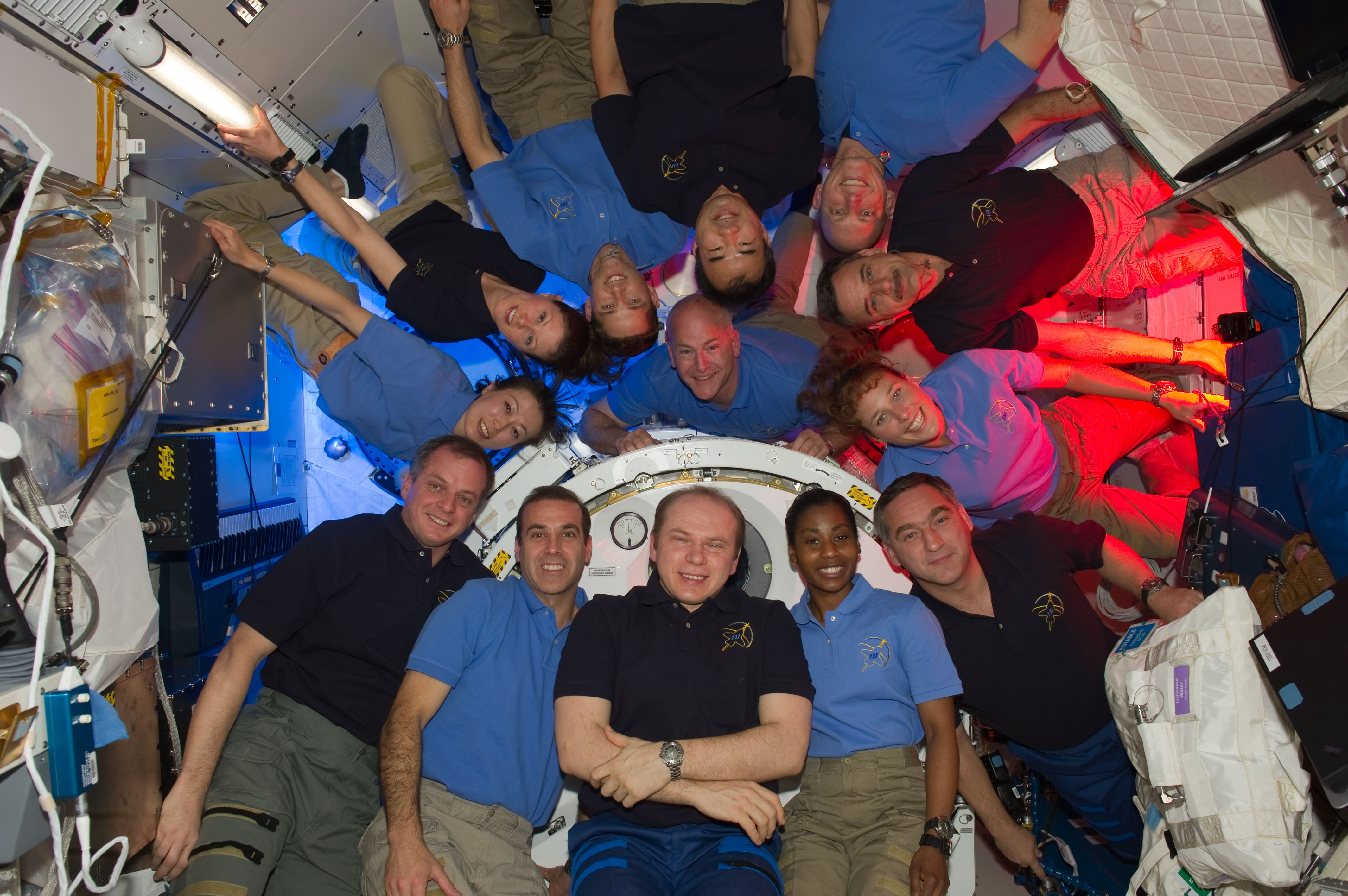
Retrat de grup del STS-131 i l'Expedició 23.
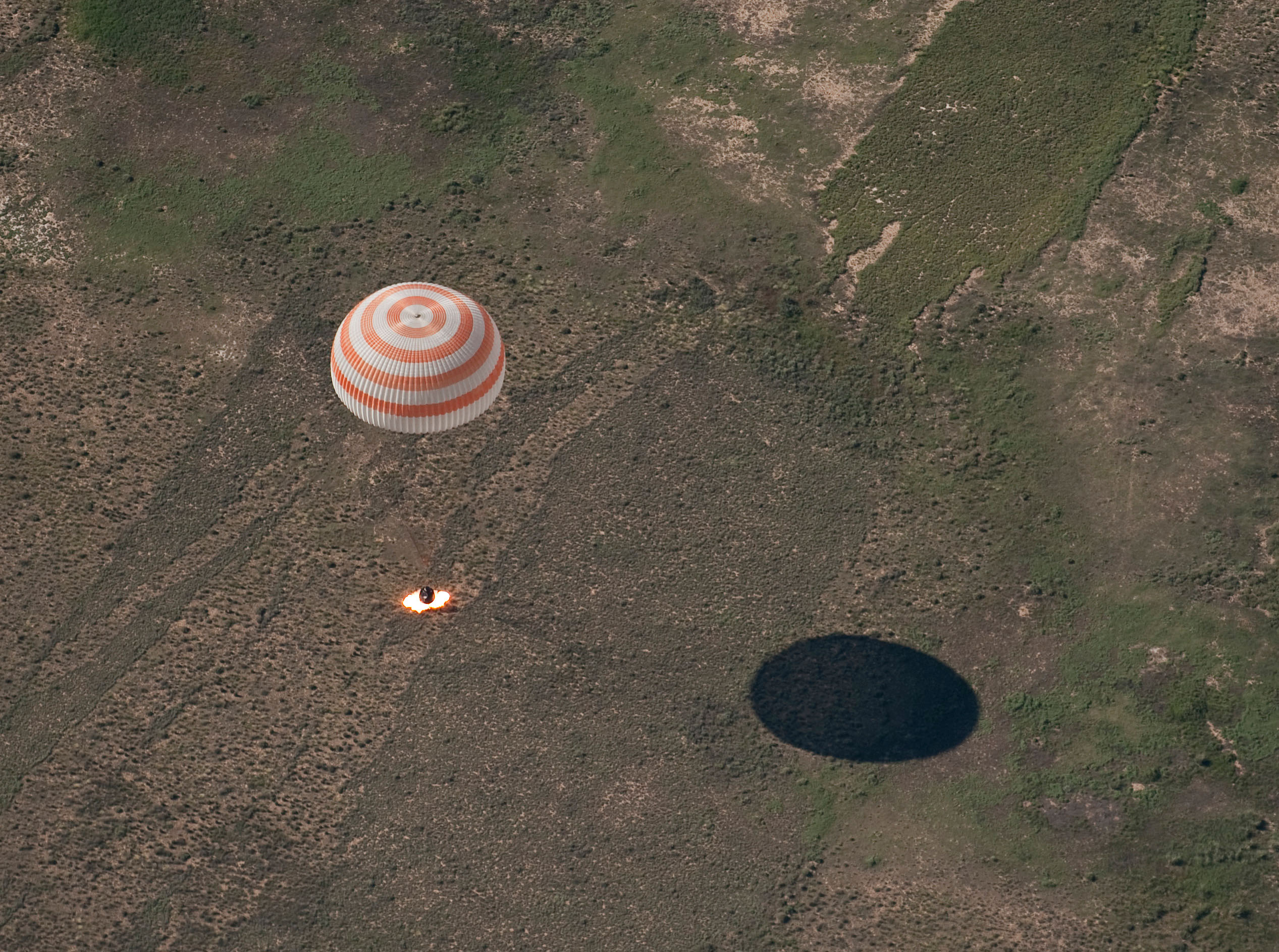
Aterratge de l'Expedició 23.